# Antilopini
Tribu
Les Antilopini sont une tribu d'antilopes de la famille des Bovidae, comprenant notamment les différentes espèces appelées « gazelles » en français. Il s'agit du groupe le plus diversifié de la sous-famille des Antilopinae, comprenant 13 genres et plus de 30 espèces. Ce sont des ruminants de taille petite à moyenne, qui évoluent dans les habitats ouverts arides d'Afrique et d'Eurasie, avec des densités particulièrement élevées en Afrique de l'Est.

## Systématique
Pour un article plus général, voir Taxinomie et systématique des Bovidae.
Les Antilopini ont été décrits comme l'un des groupes de bovidés les moins bien compris. La tribu appartient à la sous-famille des Antilopinae, un taxon qui comprend également les caprins et la plupart des antilopes africaines (gnous, céphalophes, impalas, cobes, etc.). Leur groupe frère sont les Bovinae, constitués notamment des bovins et des antilopes à cornes spiralées (Tragelaphini). Les plus anciens bovidés fossiles qui soient clairement attribuables à l'un des clades vivants (gazelles du début du Miocène moyen découvertes à Fort Ternan (en) au Kenya) appartiennent aux Antilopini, mais leurs relations phylogénétiques ne sont pas complètement résolues.
Depuis le début du XXIe siècle, de nombreux chercheurs ont travaillé sur des phylogénies de bovidés incluant un grand nombre d'espèces d'Antilopini, et un consensus a émergé sur la composition taxonomique de ce clade, introduisant de nouveaux noms pour quatre sous-tribus :
Antilopina
genre Antilope
genre Gazella
genre Nanger
genre Eudorcas
genre Antidorcas
genre Ammodorcas
genre Litocranius
genre Saiga
Procaprina
genre Procapra
Ourebina
genre Ourebia
Raphicerina
genre Raphicerus
genre Dorcatragus
genre Madoqua
Historiquement, Ourebia et les membres de Raphicerina étaient réunis avec d'autres espèces de petite taille à cornes courtes, des genres Neotragus et Oreotragus, pour former la tribu des Neotragini. Cet assemblage s'est avéré polyphylétique, les deux genres n'étant pas apparentés ni étroitement liés aux Antilopini.